# リュウキュウハグロトンボ
リュウキュウハグロトンボ Matrona japonica はカワトンボ科のトンボの1種。ハグロトンボに似た、中琉球に分布するトンボである。以前は、タイワンハグロトンボの亜種とされていた。

## 特徴
金属光沢のある細長い体に黒い翅を持つカワトンボで、遠くから見ると日本本土に普通に見られるハグロトンボに似ている 。腹の長さが雄では48-55mm、雌では44-53mm、後翅の長さは雄で35-41mm、雌では38-45mm。この大きさもほぼハグロトンボと同じである。雄の体の色は金属光沢の強い青緑色から緑色、雌は銅色をしている。雄の腹部末端部には黄色の部分がある。翅は前後ともに全体にほぼ黒い。ただし雄では翅膜と主な縦の翅脈が紫藍色であるために全体に紫藍色を呈し、さらに成熟すると中程から基部にかけては横の翅脈と合間に入る縦脈が青白色をしているため、日向で翅を開閉していたり、あるいは飛翔するところを見ると基部寄りの部分が金青色にきらめいて見える。奄美大島と徳之島の個体群と、沖縄本島の個体群の間で変異が知られ、雄の翅にある青く輝く部分の範囲が表では3分の2ほど、裏では3分の1ほどであるのに対し、後者では、表裏とも2分の1ほどである。
雌では翅が黒褐色を帯び、後翅の裏面の横脈が黄褐色をしているので、翅をたたんで静止していると茶色っぽく見える。また雌では前後の翅ともに前側先端近くに白い偽縁紋がある。
幼虫は細長いカワトンボのヤゴで体長は23-26mmに達し、尾の先端には3枚の尾鰓を持ち、側尾鰓は長さ14-17mmになる。体色は緑がかった淡褐色から黒みの強い褐色まで。

## 分布
琉球列島（中琉球）の固有種であり、奄美大島（加計呂麻島、請島、与路島を含む)、徳之島、沖縄本島に分布する。沖縄本島では北部山地地域、いわゆるヤンバルに見られる。
なお、慶良間諸島の渡嘉敷島から記録された例もある。

## 生息環境・習性など
山間の森林に囲まれた渓流、川岸に植物が多い清流に生息する。幼虫は枯れ枝や枯れ葉など植物遺体が多く沈んだ縁やよどみでそれらに掴まって生活する。
成虫は沖縄本島では2月から12月下旬まで見られる。未成熟個体は水流に隣接する森林内に多く見られ、林床の草むらなどにいることが多く、しばしばまとまって多数が見られる。成熟した雄は流れの上に1.2-3.5m程度の大きさの縄張りを作る。その中で川岸の草や水面から出た石の上などに静止し、時折縄張り内の水面上をパトロールする。雄が侵入したときには激しく追尾する。成虫の活動時間は朝から夕方の薄暗くなるまでと長時間にわたるが、摂食は主として朝と夕方に行われ、縄張り行動や配偶行動、産卵などは日中に行われる。

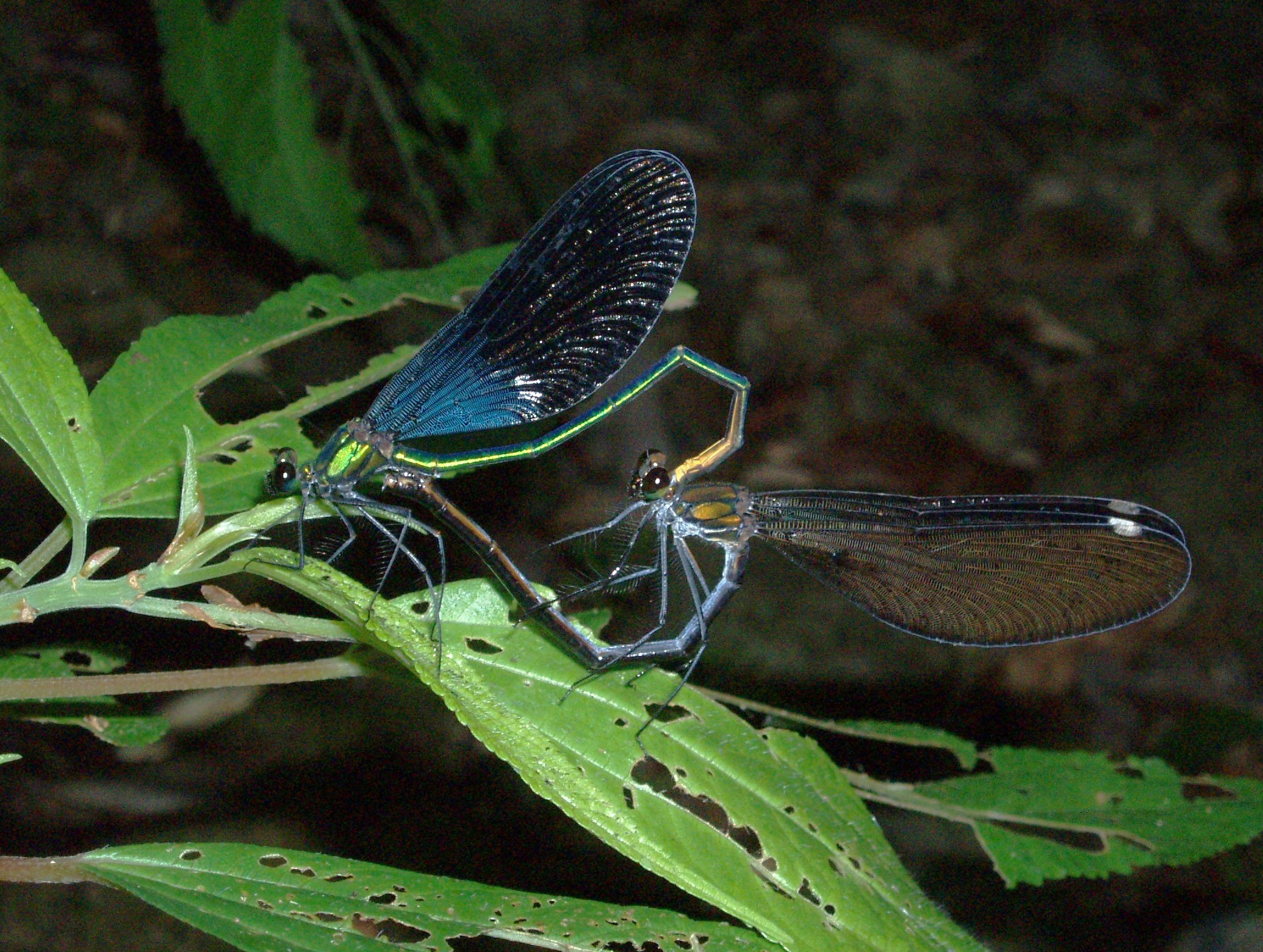
交尾 （奄美大島）

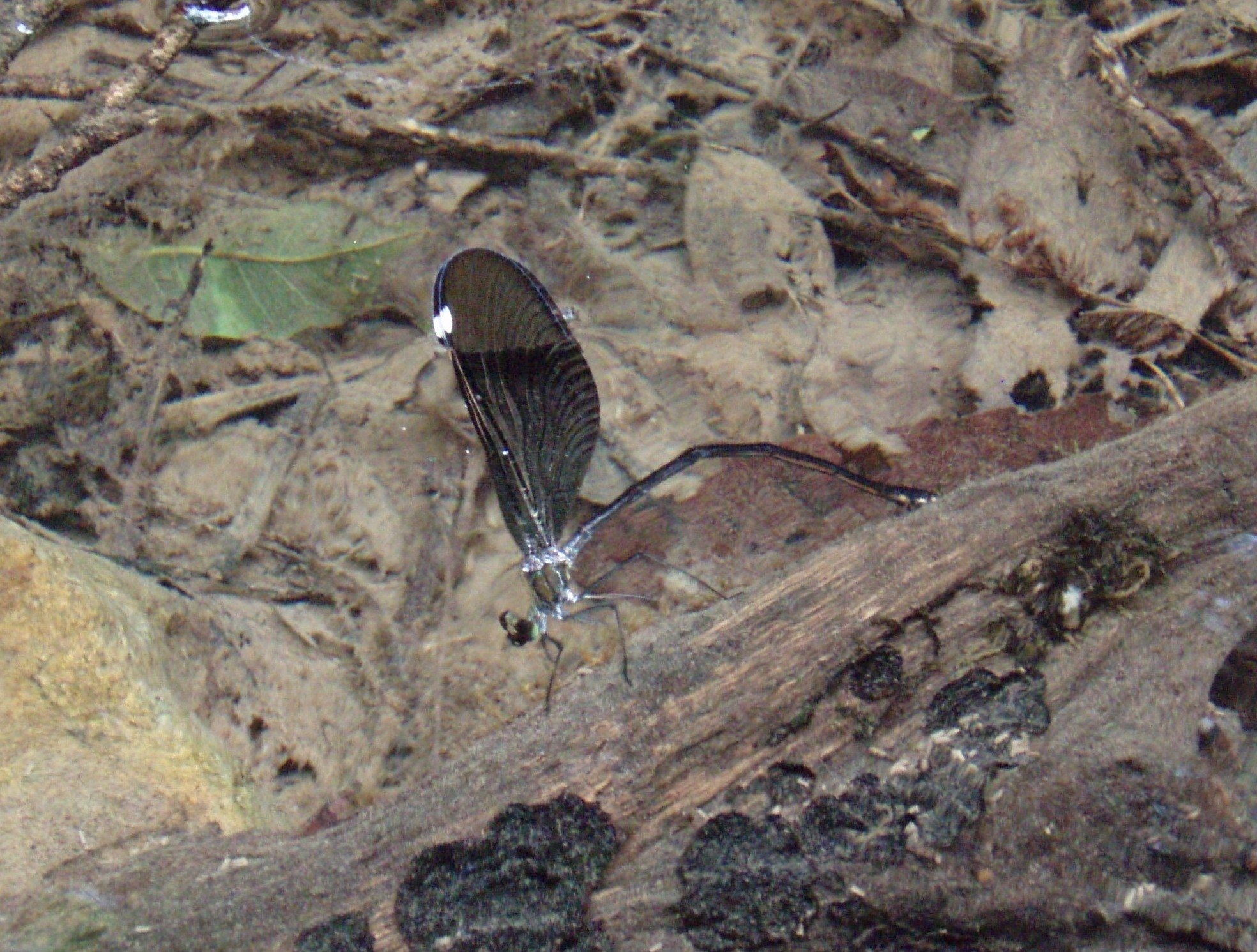
水中に潜って枯れ木に産卵している♀

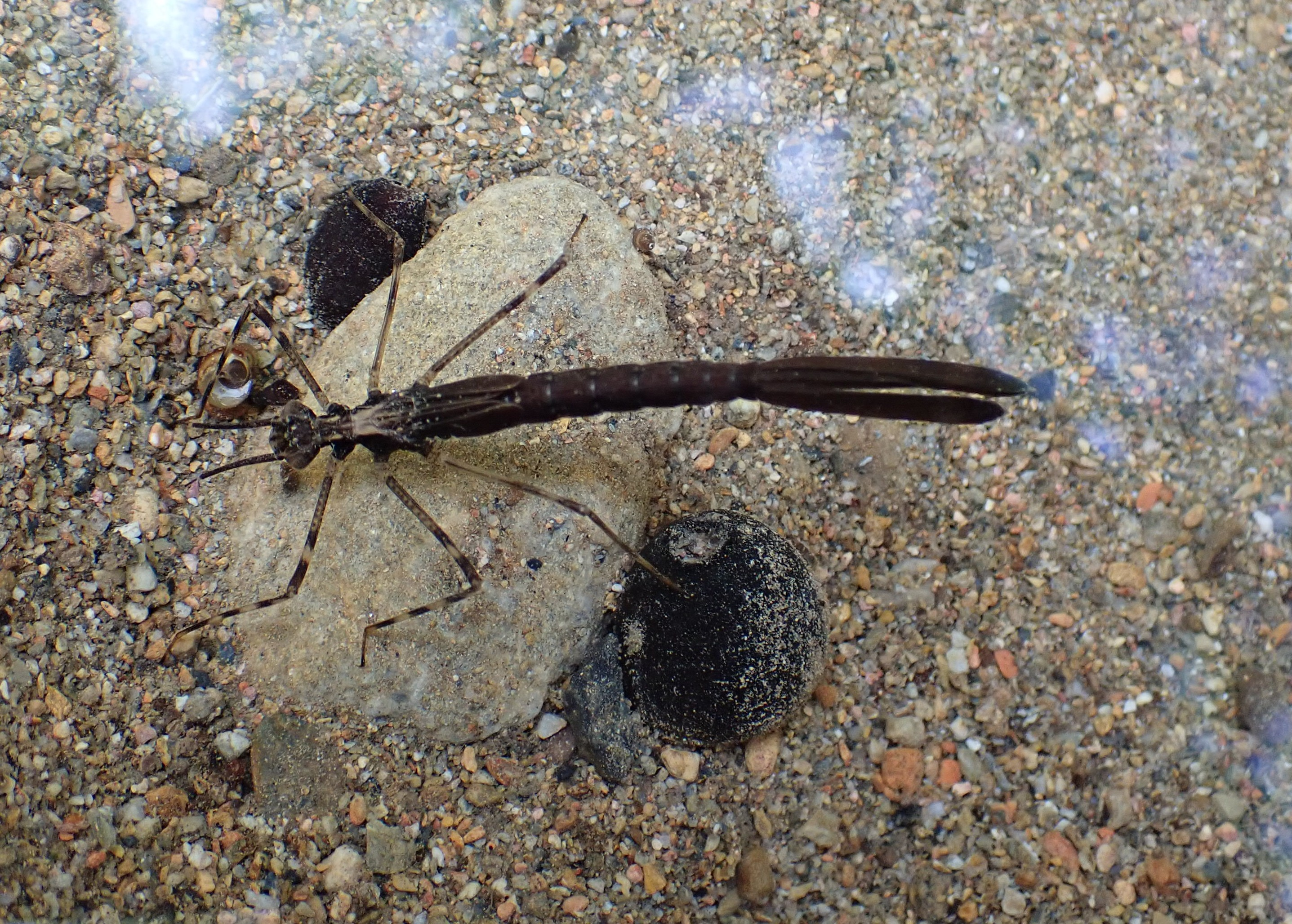
ヤゴ

雌は単独で産卵する。卵は水中の植物の水面近くの組織内、あるいは浅いところにある朽ち木の中に生み付けられる。しばしば水中に潜水して産卵することも見られ、45分間も潜水していた記録がある。雄は雌の産卵中は警護をし、あるいは雌に産卵を促すこともある。

### 配偶行動
本種は複雑な配偶行動をとることが知られている。
縄張りを持つ雄は雌を見つけると翅を小刻みに動かして接近。水面上を低く飛びながら時折ホバリングする。このときに尾の先端を反らせ、ホバリングの際には腹面の色の淡い部分を誇示する。興奮が高まると雄は水面に降りて2-3秒間浮かんで流される。雌が受け入れた場合には付近に止まるので、雄はすぐに追尾して雌の翅にある白い偽縁紋めがけて降り、翅の前縁伝いに移動して雌の頭を掴む。ここから連結、交尾へと進む。
このような行動はアオハダトンボ属 Calopteryx のアオハダトンボ C. japonica でもよく似たものが見られる。ただし同じアオハダトンボ属であるハグロトンボ C. atrata ではこのようなものは見られない。

## 分類
ハグロトンボやアオハダトンボと見かけは似ているが、本種とは属を異にする。属レベルの違いとしては本種の方が翅の幅が広い点が上げられる。また翅に金属光沢がある点も異なる。分布域は全く重ならない。ちなみに他に紛らわしい種もない。

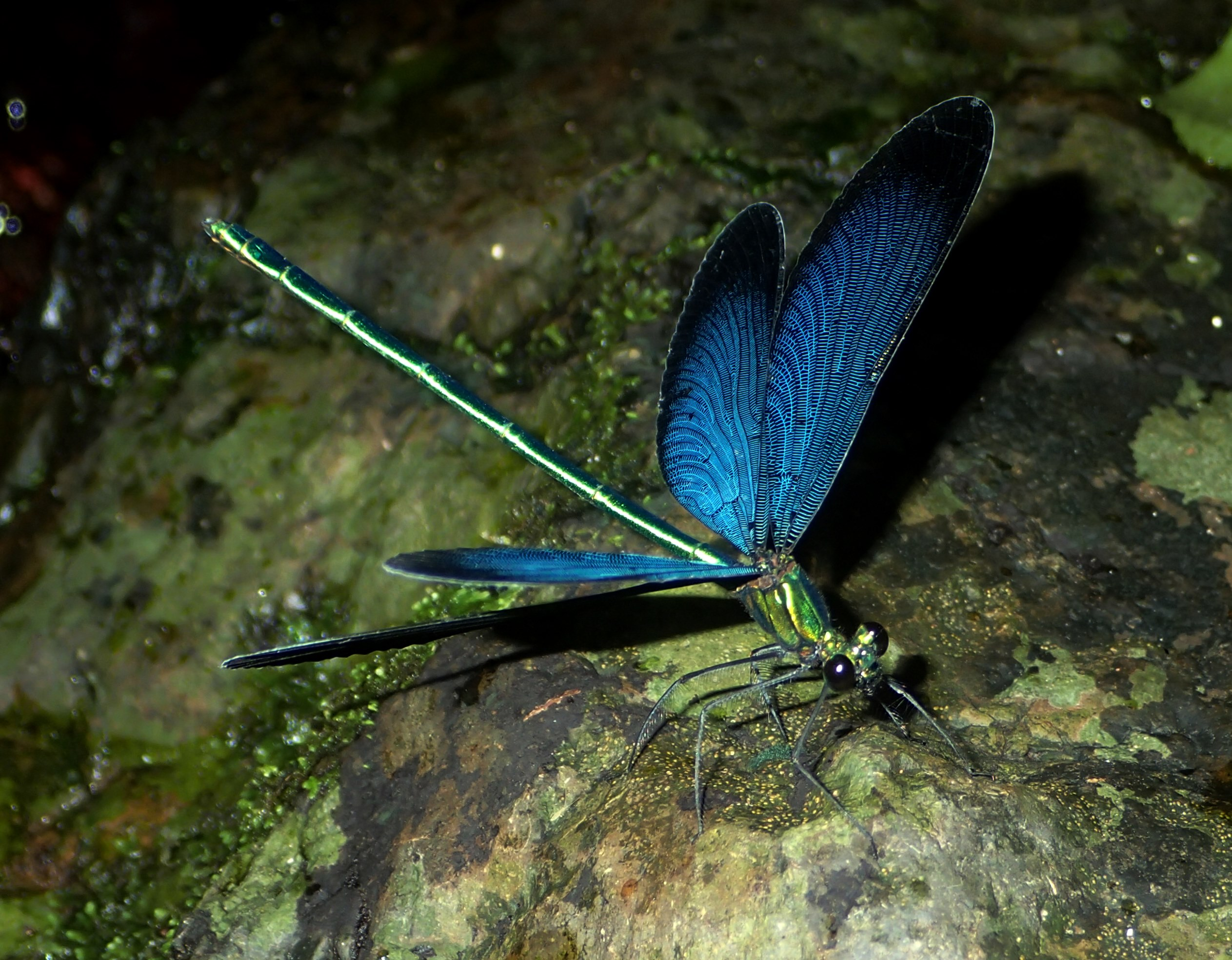
奄美大島産　成熟♂

以前は台湾から中国南部、それにベトナムからバングラデシュに分布するタイワンハグロトンボ Matrona basilaris の亜種とされていたが、2000年以降、独立種とされるようになった。